# Jubiläumsgrathütte
Die Jubiläumsgrathütte (auch Höllentalgrathütte oder „Grathütterl“) ist eine Biwakschachtel der Sektion München des Deutschen Alpenvereins zwischen der Mittleren und Äußeren Höllentalspitze im Wettersteingebirge bei Garmisch-Partenkirchen. Die unverschlossene Aluminiumhütte liegt auf 2684 m ü. NHN am Jubiläumsgrat zwischen Zugspitze und Hochblassen und bietet Platz für zwölf Personen.

## Geschichte
Eine erste Notunterkunft auf dem Jubiläumsgrat wurde im Jahr 1915 als 117. Hütte des DÖAV in den Nördlichen Ostalpen errichtet.
1962 wurde eine Biwakschachtel aus Wellblech errichtet. Diese wurde Ende Juli 2011 demontiert und am 12. August 2011 durch die neue Schachtel ersetzt. Die alte Hütte steht heute im Garten des Alpinen Museums in München.

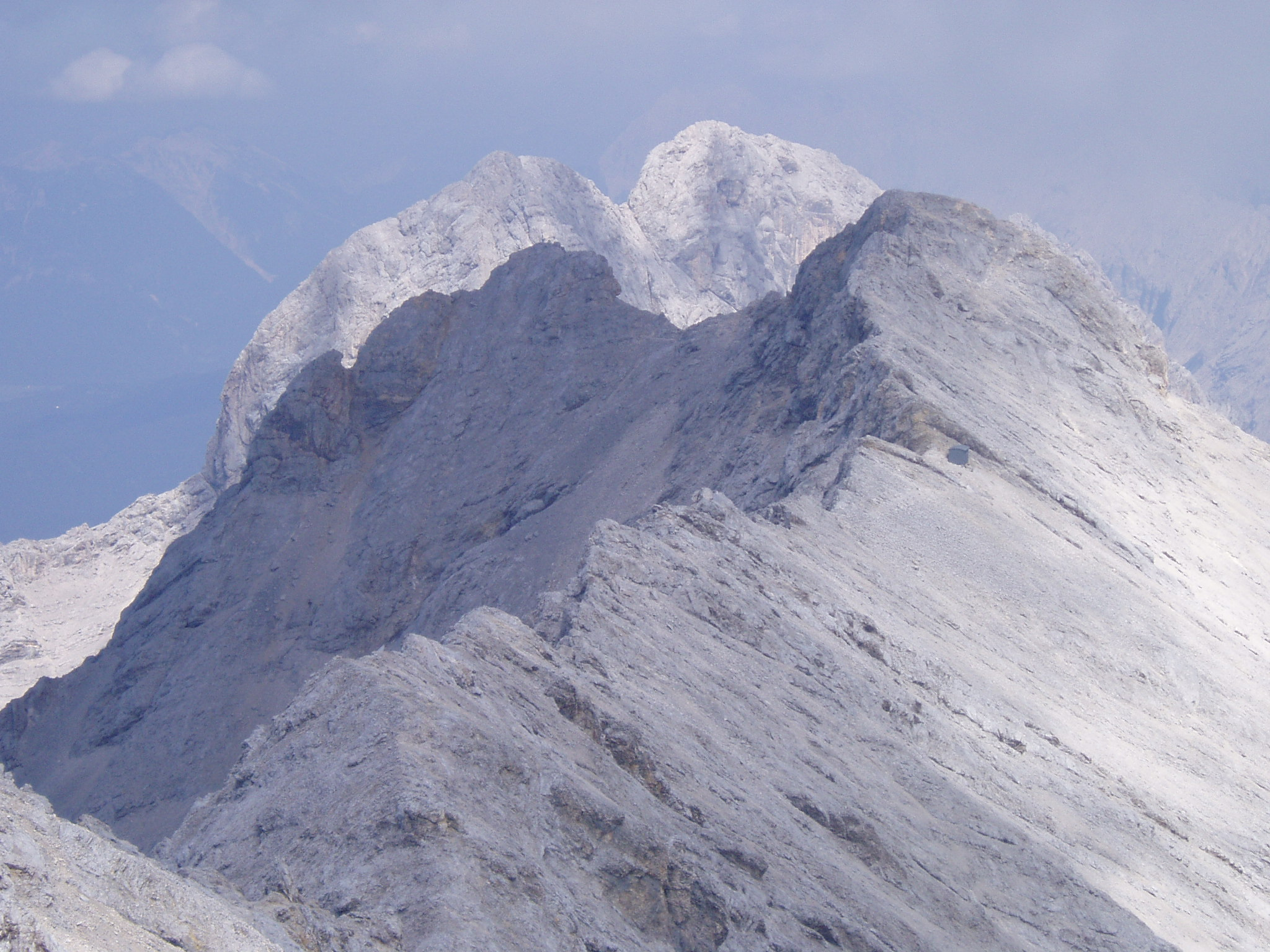
Standort der Biwakschachtel am Jubiläumsgrat
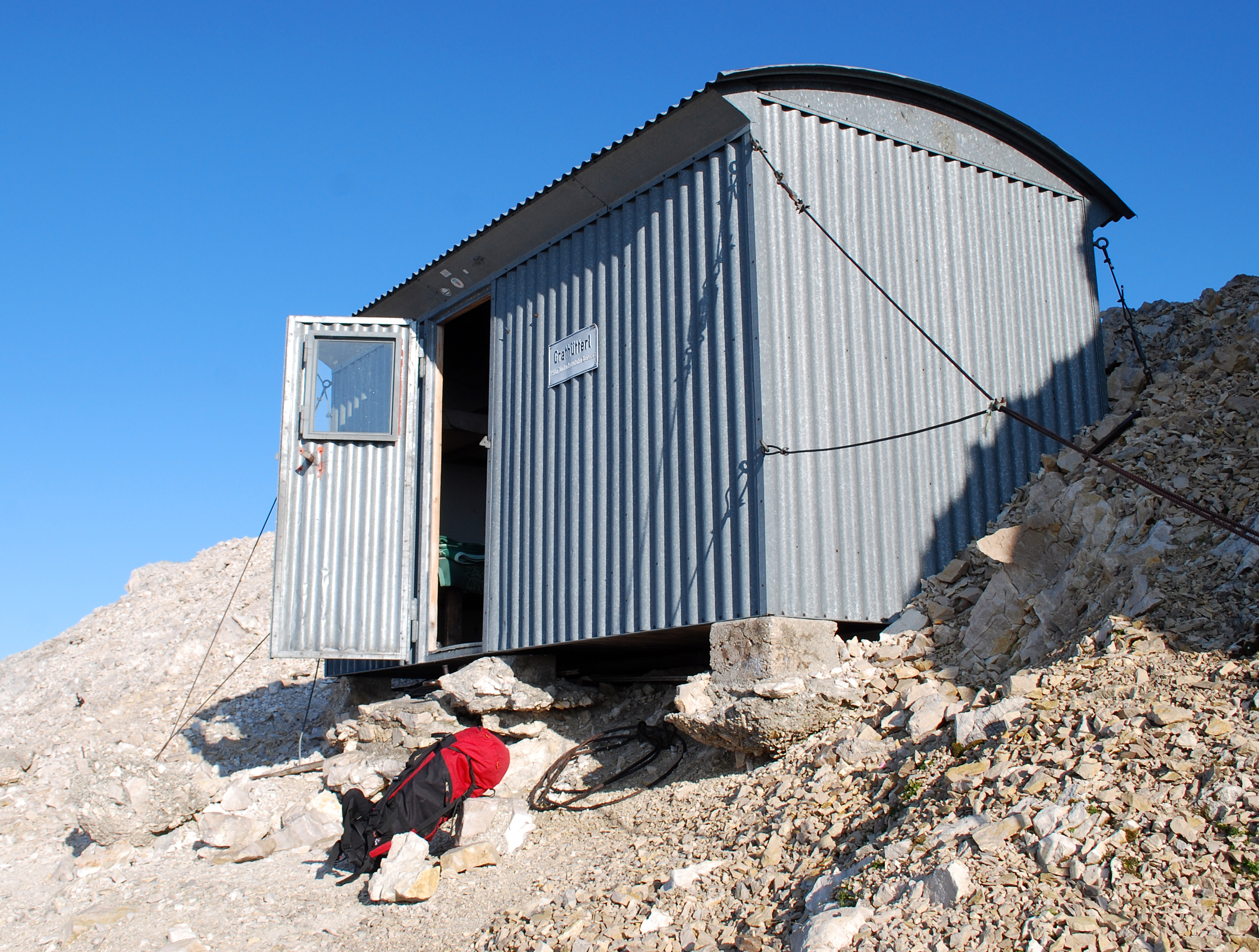
Alte Grathütte (2009)
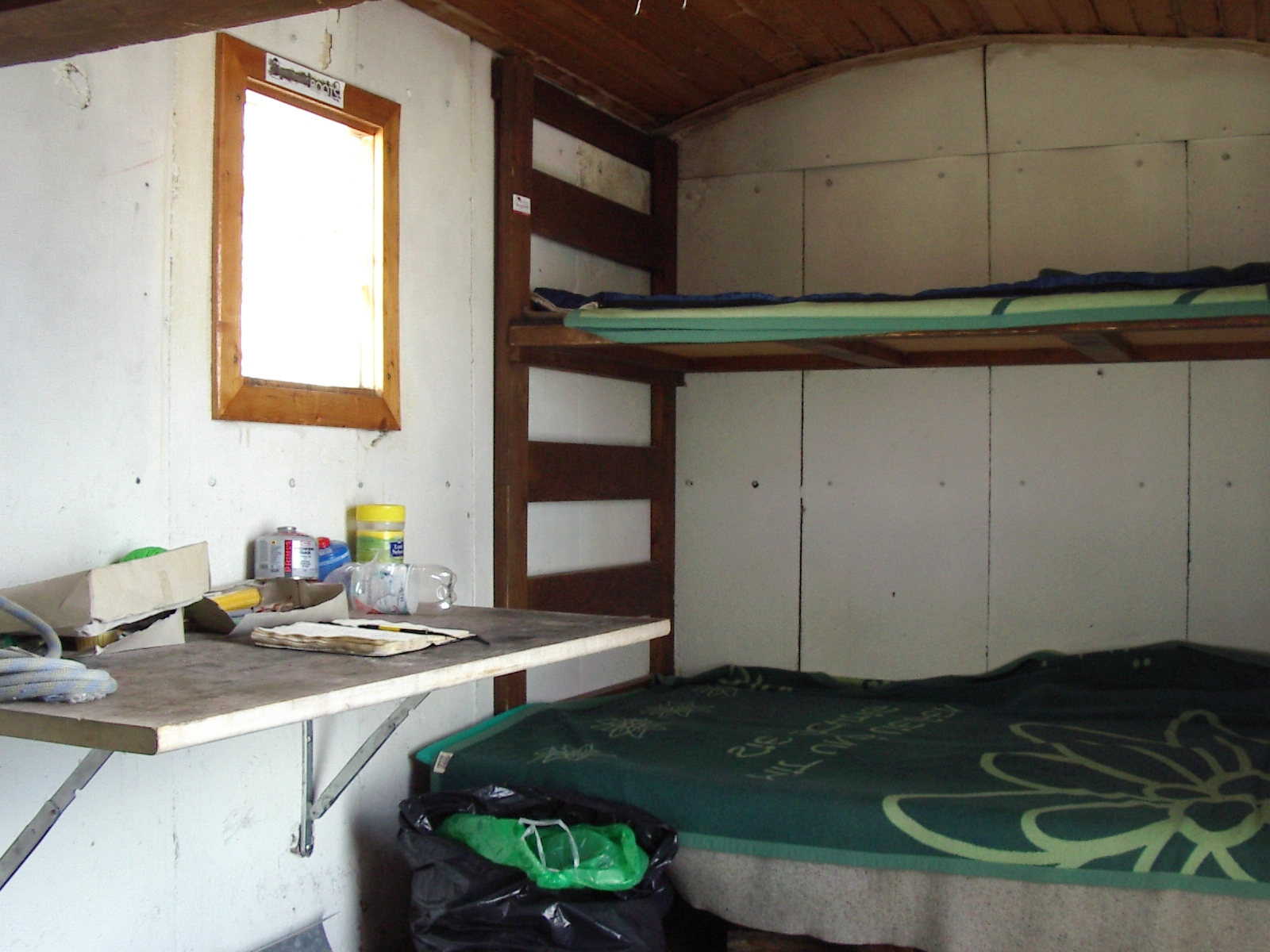
Inneres der alten Hütte
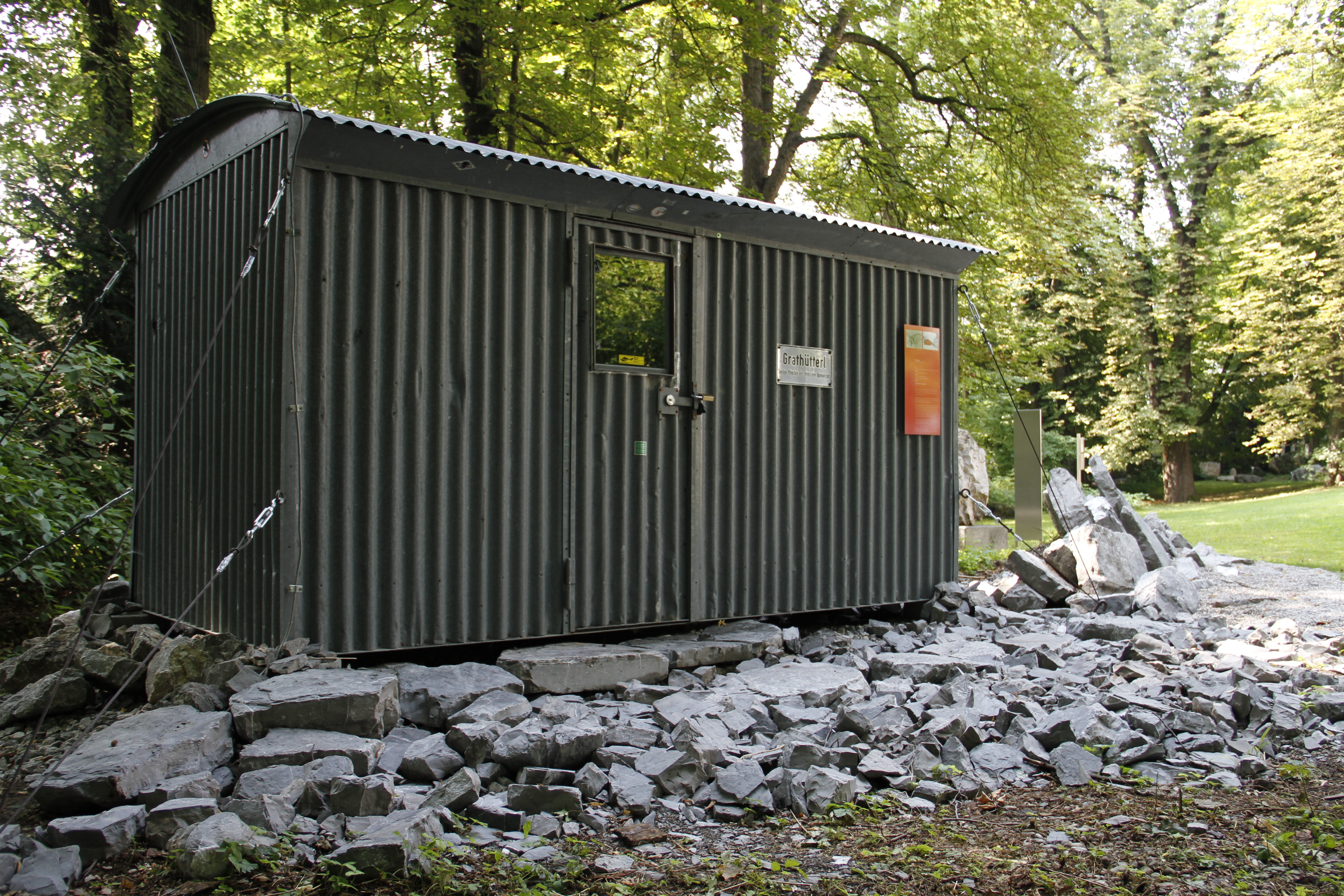
Abgetragene und im Alpinen Museum München wieder errichtete alte Hütte